# Вентури кисеоничка маска
Вентури или венти маска (енгл. HAFOE mask) је медицинска кисеоничка маска са регулатором протока у којој се постиже концентрација кисеоника у удахнутом ваздуху од 24% до 60%, при протоку од 2 до 15 l/min. Маска нема усмерен протока ваздуха и регулацију дисања преко вентила и резервоара (балона, јер не поседује ове делове), већ се регулација врши преко специјалних наставака.

## Примена
Регулација протока и концентрације кисеоника у овој масци, врши се преко специјалних наставака (регулатора) које се налазе као посебан прибор уз сваку маску. Наставци су у различитим бојама, којом се означава количину протока (l/min) и концентрацију кисеоника у удахнутом ваздуху у процентима (нпр. жути наставак у масци регулише 35% концентрацију кисоника и проток од 8 l/min).

## Принцип рада
Механизам деловања је различито описан у односу на Вентуријев ефекат или Бернулијев принцип. Међутим, систем који испоруке кисеоник фиксних перформанси ради на принципу мешања млаза. Тамо где се ток покретног кисеоника сусреће са статичним ваздухом, вискозно смицање узрокује да се предвидљива количина ваздуха убаци у ток маске.
Вентили за кисеоник у вентури масци   делују тако да кисеоник који долази кроз класичну цев до уског грла вентила, убрзава проток кисеоника и ствара подпритисак који усисава околни ваздух, тако да у маску улази мешавина са тачно одређеном концентрацијом кисеоника, у зависности од промера уметнутог наставка (види слику са наставцима).
| Проток кисеоника (l/min) | Венти маска са регулаторима протока | Носна дворога канила | Обична маска | Маска са балоном и неповратним вентилом |
| 1                        | /                                   | 24                   | **           | ***                                     |
| 2                        | 24†                                 | 29                   | **           | ***                                     |
| 3                        | /                                   | 33                   | **           | ***                                     |
| 4                        | 28†                                 | 37                   | **           | ***                                     |
| 5                        | /                                   | 41                   | 35           | ***                                     |
| 6                        | 31†                                 | 45                   | 40           | ***                                     |
| 8                        | 35†                                 | *                    | 50           | >95                                     |
| 10                       | 40†                                 | *                    | /            | >95                                     |
| 15                       | 60†                                 | *                    | /            | >95                                     |
| Слике маски              |                                     |                      |              |                                         |